# Shailene Woodley

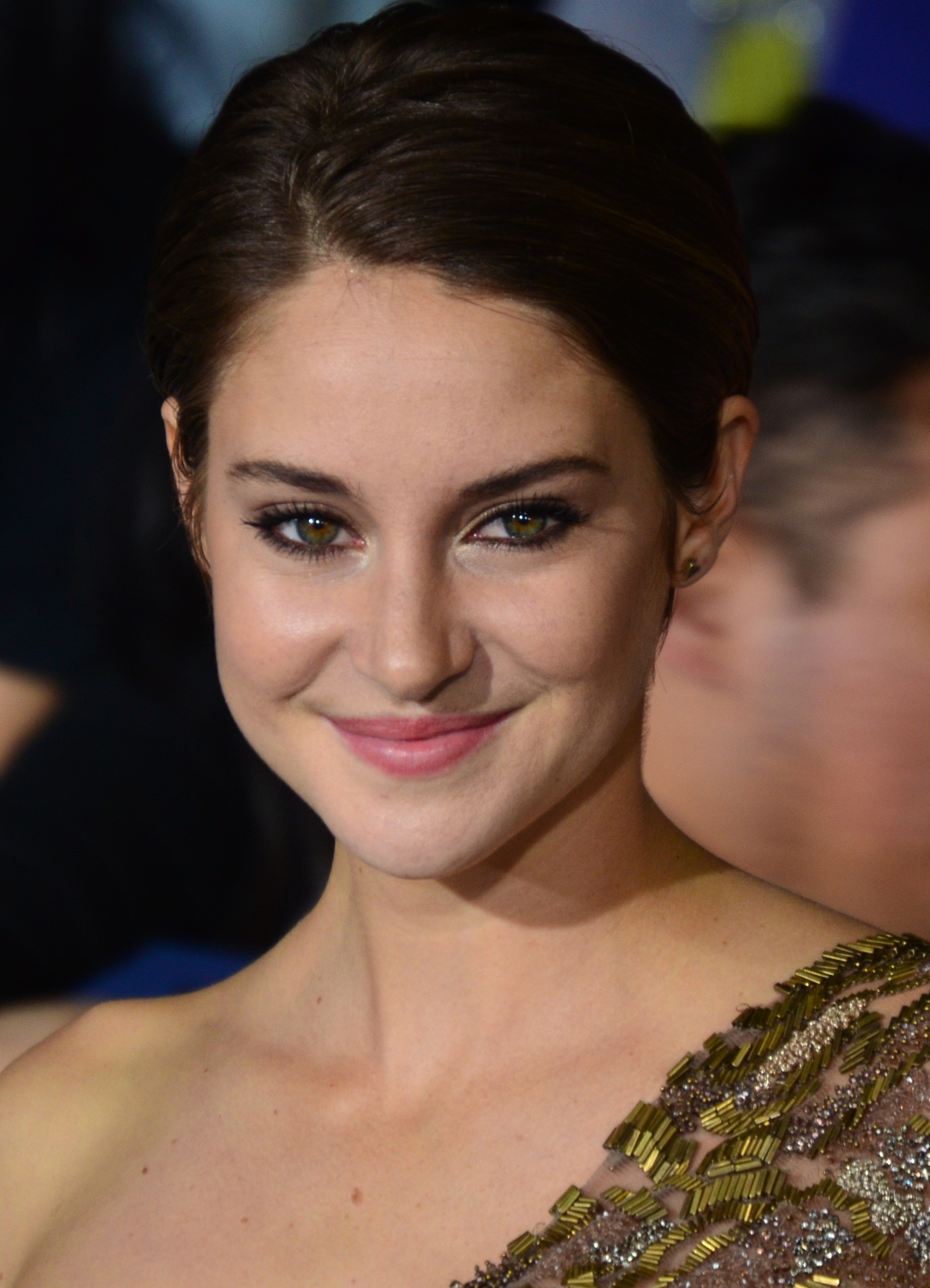
Shailene Woodley bei der Filmpremiere von Die Bestimmung – Divergent im März 2014

Shailene Diann Woodley (* 15. November 1991 in Simi Valley, Kalifornien) ist eine US-amerikanische Schauspielerin.

## Leben und Karriere
Shailene Woodley besuchte die Valley View Middle School, anschließend die Simi Valley Highschool.
Bereits im Alter von fünf Jahren begann sie zu schauspielern. Neben dem Schauspielern schreibt sie Scripts, dreht eigene Filme oder fotografiert. Außerdem probiert sie gern Extremsportarten wie Parasailing, Bungee-Jumping und Stuntfliegen aus.
Von 2008 bis 2013 spielte sie die Rolle der Amy Juergens in der US-amerikanischen ABC-Family-Jugendserie The Secret Life of the American Teenager. In der Fernsehserie spielte sie eine zu Anfang 15-Jährige, die entdeckt, dass sie schwanger ist.
Kritikerlob brachte Woodley 2011 die Darstellung der rebellischen Tochter von George Clooney in Alexander Paynes Tragikomödie The Descendants – Familie und andere Angelegenheiten ein. Für ihr Porträt der 17-jährigen Alex gewann sie den Hollywood Spotlight Award, wurde von der National Board of Review als beste Nebendarstellerin ausgezeichnet, war für den Golden Globe als beste Nebendarstellerin nominiert und hat bei den MTV Movie Awards 2012 den Award als beste Newcomerin erhalten. Beim Sundance Film Festival 2013 wurde sie für ihre Rolle im Film The Spectacular Now – Perfekt ist jetzt gemeinsam mit Miles Teller mit dem U.S. Dramatic Special Jury Award for Acting ausgezeichnet. 2014 übernahm sie die Hauptrolle in Die Bestimmung – Divergent, der Verfilmung des Romans Die Bestimmung von Veronica Roth. Sie spielt auch in den beiden Fortsetzungen von 2015 und 2016 die Rolle der wagemutigen „Tris Prior“. Im Film The Amazing Spider-Man 2: Rise of Electro sollte sie einen kurzen Auftritt als Mary Jane Watson haben, allerdings wurden die Szenen vor der Veröffentlichung aus dem fertigen Film geschnitten. In der Verfilmung von John Greens Jugendbuch Das Schicksal ist ein mieser Verräter spielt sie die weibliche Hauptrolle Hazel Grace Lancaster, eine 16-jährige Krebspatientin. Für diese Rolle erhielt sie den MTV Movie Award 2015 als beste Schauspielerin. Seit November 2024 steht sie im dramatisches Bühnenstück Cult of Love in der Rolle der Diana Dahl-Bennett auf der Bühne des Helen Hayes Theater am Broadway.

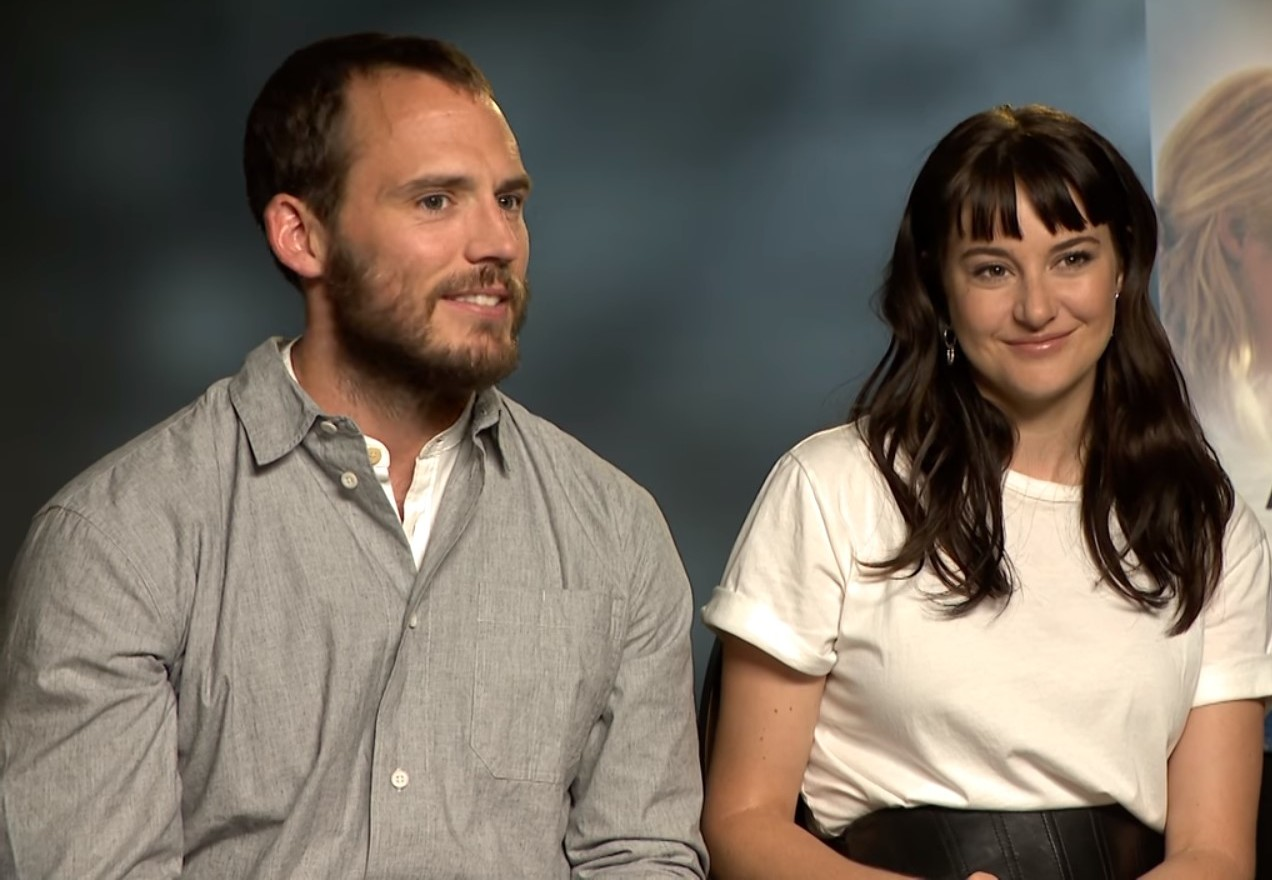
Sam Claflin und Woodley (2018)

Am 10. Oktober 2016 wurde Woodley als Teilnehmerin einer friedlichen Protest-Demonstration gegen die geplante Dakota-Access-Ölpipeline in Fort Yates in North Dakota in der Standing Rock Sioux Reservation wegen unbefugten Betretens festgenommen. Sie ist im Vorstand der Organisation Our Revolution, die während des US-Präsidentschaftswahlkampfs 2016 von Bernie Sanders gegründet wurde.
2017 wurde sie in die Academy of Motion Picture Arts and Sciences (AMPAS) aufgenommen, die jährlich die Oscars vergibt.
Seit 2020 war sie mit Aaron Rodgers, dem ehemaligen Quarterback der Green Bay Packers und jetzigem Quarterback der Pittsburgh Steelers, liiert und seit 2021 mit ihm verlobt.
Im Februar 2022 wurde im People-Magazin die Trennung des Paares bekannt gegeben.

## Filmografie (Auswahl)
- 1999: Replacing Dad
- 2001–2003: The District – Einsatz in Washington (The District, Fernsehserie, 3 Folgen)
- 2001–2004: Crossing Jordan – Pathologin mit Profil (Crossing Jordan, Fernsehserie, 4 Folgen)
- 2003: Without a Trace – Spurlos verschwunden (Without a Trace, Fernsehserie, Folge 1x16)
- 2003–2004: O.C., California (The O.C., Fernsehserie, 6 Folgen)
- 2004: Alle lieben Raymond (Everybody Loves Raymond, Fernsehserie, Folge 8x15)
- 2004: A Place Called Home
- 2004–2005: Jack & Bobby (Fernsehserie, 2 Folgen)
- 2005: Felicity: An American Girl Adventure
- 2005: Once Upon a Mattress
- 2006: My Name Is Earl (Fernsehserie, Folge 1x23)
- 2007: Close to Home (Fernsehserie, Folge 2x13)
- 2007: CSI: NY (Fernsehserie, Folge 3x19)
- 2007: Moola
- 2007: Final Approach – Im Angesicht des Terrors (Final Approach, Fernsehfilm)
- 2007: Cold Case – Kein Opfer ist je vergessen (Cold Case, Fernsehserie, Folge 5x03)
- 2008–2013: The Secret Life of the American Teenager (Fernsehserie, 121 Folgen)
- 2011: The Descendants – Familie und andere Angelegenheiten (The Descendants)
- 2013: The Spectacular Now – Perfekt ist jetzt (The Spectacular Now)
- 2014: Die Bestimmung – Divergent (Divergent)
- 2014: Das Schicksal ist ein mieser Verräter (The Fault In Our Stars)
- 2014: Wie ein weißer Vogel im Schneesturm (White Bird in a Blizzard)
- 2014: The Amazing Spider-Man 2: Rise of Electro (The Amazing Spider-Man 2, geschnittene Szenen)
- 2015: Die Bestimmung – Insurgent (The Divergent Series: Insurgent)
- 2016: Die Bestimmung – Allegiant (The Divergent Series: Allegiant)
- 2016: Snowden
- 2017–2019: Big Little Lies (Fernsehserie, 14 Folgen)
- 2018: Die Farbe des Horizonts (Adrift)
- 2019: Love Again – Jedes Ende ist ein neuer Anfang (Endings, Beginnings)
- 2021: Der Mauretanier (The Mauritanian)
- 2021: The Life After (The Fallout)
- 2021: Eine Handvoll Worte (The Last Letter from Your Lover)
- 2023: Robots
- 2023: Ferrari
- 2023: Catch the Killer (Misanthrope)
- 2023: Dumb Money – Schnelles Geld (Dumb Money)
- 2023: Three Women (Miniserie)
- 2024: Eifersucht (Killer Heat)

## Auszeichnungen (Auswahl)
- Golden Globe
  - 2012: Nominiert als Beste Nebendarstellerin in The Descendants – Familie und andere Angelegenheiten
  - 2018: Nominiert als Beste Nebendarstellerin in einer Serie, Mini-Serie oder Fernsehfilm in Big Little Lies
- Goldene Himbeere
  - 2017: Nominiert als Schlechteste Schauspielerin in Die Bestimmung – Allegiant
- Emmy
  - 2017: Nominiert als Beste Nebendarstellerin in einer Mini-Serie oder Fernsehfilm in Big Little Lies
- British Academy Film Award
  - 2015: Nominiert mit dem Rising Star Award
- Critics Choice Movie Award
  - 2012: Nominiert als Beste Nebendarstellerin für The Descendants – Familie und andere Angelegenheiten
  - 2012: Nominiert als Bester Junger Künstler für The Descendants – Familie und andere Angelegenheiten
  - 2012: Nominiert als Bestes Schauspielensemble für The Descendants – Familie und andere Angelegenheiten
  - 2015: Nominiert als Beste Schauspielerin in einem Actionfilm für Die Bestimmung – Divergent
- Screen Actors Guild
  - 2012: Nominiert als Beste Leistung einer Besetzung in einem Kinofilm für The Descendants – Familie und andere Angelegenheiten
  - 2020: Nominiert als Beste Leistung eines Ensembles in einer Dramaserie für Big Little Lies